# Diocèse de Huelva
Le diocèse de Huelva (en latin : diœcesis Onubensis ; en espagnol : diócesis de Huelva) est un diocèse de l'Église catholique en Espagne suffragant de l'archidiocèse de Séville.

## Territoire

Localisation du diocèse.

Le diocèse se situe dans la province de Huelva avec les comarques de Huelva, El Andévalo, Cuenca Minera, Côte occidentale, Sierra de Huelva et El Condado, c'est dans cette dernière comarque qu'a lieu le pèlerinage d'El Rocío, le plus important pèlerinage d'Espagne, au sanctuaire de la Blanche-Colombe. Le diocèse de Huelva est suffragant de l'archidiocèse de Séville avec l'évêché à Huelva où se trouve la cathédrale de la Merced, son territoire couvre une superficie de 10 128 km2 avec 173 paroisses regroupées en 9 archidiaconés. 

## Histoire
Le diocèse est érigé par Pie XII avec la bulle Lætamur Vehementer sous le nom latin de Huelvensis, changé en 1971 pour celui de Onubensis. La fondation a lieu le 22 octobre 1953, très certainement sur une grande partie de ce qui était le diocèse de Niebla (es) et en démembrant un morceau du territoire de l'archidiocèse de Séville.

## Évêques de Huelva
- Pedro Cantero Cuadrado (1953-1964) nommé archevêque de Saragosse
- José María García Lahiguera (1964-1969) nommé archevêque de Valence
- Rafael González Moralejo (1969-1993)
- Ignacio Noguer Carmona (1993-2006)
- José Vilaplana Blasco (2006-2020)
- Santiago Gómez Sierra (es) (2020- )

## Source
- (es) Cet article est partiellement ou en totalité issu de l’article de Wikipédia en espagnol intitulé « Diócesis de Huelva » (voir la liste des auteurs).

### Article lié
- Diocèses et archidiocèses d'Espagne